# Срібна медаль
Срібна медаль — медаль, виготовлена зі срібла або покрита сріблом, яка надається учаснику, який посів друге місце на змаганнях чи конкурсах, як-от Олімпійських іграх, турнірах тощо. Загалом, срібло традиційно є металом, який інколи використовують для виготовлення всіх видів медалей, у тому числі золотих та бронзових.

## Спорт

### Олімпійські ігри
Уперше рішення про впровадження традиції нагороджувати переможців спортивної всесвітньої олімпіади медалями було ухвалене на Першому олімпійському конгресі, у 1894 році, за два роки до І олімпійських ігор, що відбулися в Греції, у місті Афіни.
У 1896 році медалі переможців були срібними незалежно від зайнятого місця. Звичай вручення золотих, срібних і бронзових медалей для перших трьох місць було запроваджено з Олімпійських ігор 1904 року, він був поширений на багато інших спортивних заходів. Карбування медалей є прерогативою держави-організатора.
Дизайн медалей, які вручали спортсменам на перших восьми літніх Олімпійських іграх, був абсолютно різним і розроблявся кожним оргкомітетом самостійно. З 1928 року і аж до 2000 року дизайн завжди був однаковим. Аверс являв собою продукт дизайну флорентійського художника Джузеппе Касіолі з текстом держави-організатора. Це була Богиня Ніка з пальмовою гілкою в правій руці на честь переможця на тлі амфітеатру. Реверс медалі змінювався залежно від побажань держави, де проводилися Ігри. Показово, що Касіолі у своїй роботі показав римський амфітеатр, попри те, що ігри були спочатку грецькими.
Починаючи з Олімпійських ігор 2004 року від традицій відступили, і обидва боки медалі виготовляються згідно з унікальним дизайном організаторів ігор.
Зимові медалі Олімпійських ігор мають різний дизайн від одних ігор до інших.

### Відкритий Чемпіонат
У турнірі з гольфу The Open Championship срібна медаль — це нагорода, яка вручається гравцеві-любителю з найнижчими результатами на турнірі.

### Відмова від срібних медалей
У багатьох видах спорту з турнірами на виліт, включно з плей-офф за третє місце (наприклад, олімпійський хокей, олімпійський футбол, Чемпіонат світу з футболу), срібло є єдиною медаллю, яку надають команді, яка програла фінальну гру, тоді як золото та бронза — зароблені командами, які виграли свої фінальні матчі.  Такі відомі спортсмени, як Жослін Ларок (Олімпійські ігри 2018 р.), забрали свої віцечемпіонські/срібні медалі відразу після їх отримання; пізніше представник Міжнародної федерації хокею наказав Жослін повернути свою срібну медаль.   

## Військові та державні медалі
Деякі країни вручають військові та цивільні нагороди, знані як срібні медалі. До них належать:
- Австрійська срібна медаль «За заслуги перед Австрійською Республікою».
- Срібна медаль Італії за військову доблесть
- Срібна медаль Південної Африки за заслуги
- Срібна медаль за доблесть Цивільного повітряного патруля в Сполучених Штатах.

## Інші нагороди
Лондонське зоологічне товариство нагороджує срібною медаллю «члена товариства або будь-яку іншу особу за внесок у розуміння та оцінку зоології, включаючи таку діяльність, як громадська освіта з природничої історії та збереження дикої природи».
Королівська інженерна академія нагороджує срібною медаллю «за видатний  особистий внесок в інженерну справу Великої Британії, який призвів до успішного освоєння ринку, інженера, який має не менше 22 років повної зайнятості або еквівалент».